# Baouiga-Yorgo
Ne doit pas être confondu avec Baouiga.
Baouiga-Yorgo (également orthographié Bawiga-Yorgo) est une commune rurale située dans le département de Sapouy de la province du Ziro dans la région du Centre-Ouest au Burkina Faso.